# Pseudotremia cercops
Pseudotremia cercops är en mångfotingart som beskrevs av Shear 1972. Pseudotremia cercops ingår i släktet Pseudotremia och familjen Cleidogonidae. Inga underarter finns listade i Catalogue of Life.